# Macedònia Unida

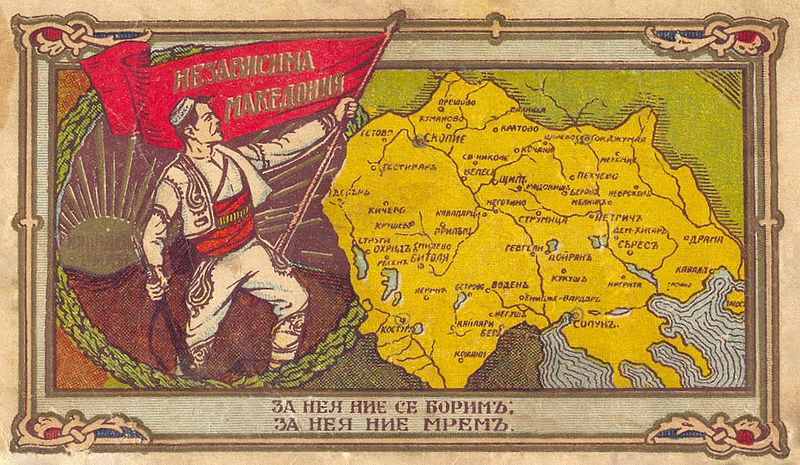
Mapa de la Macedònia Unida

Macedònia Unida (en macedònic:Обединета Македонија, Obedineta Makedonija) és un concepte polític irredemptista del nacionalisme ètnic macedoni, per referir-se al desig d'unificació de la regió transnacional de Macedònia al sud-est d'Europa (reclamada pels nacionalistes macedonis com la seva pàtria nacional, i que consideren malauradament dividida en el Tractat de Bucarest (1913) en un sol estat sota domini eslau que hauria de tenir Tessalònica (anomenada Солун, Solun en eslau macedònic) com la seva capital.
El terme ha estat utilitzat des de principis de 1900, en connexió amb la Federació Comunista Balcànica i l'Organització Revolucionària Macedònia Interna.
Posteriorment la idea va tenir el suport de la Iugoslàvia de Tito. La idea d'una Macedònia unida sota un govern comunista va ser abandonada quan els comunistes grecs van perdre la Guerra Civil Grega el 1948.
Actualment, a la república de Macedònia del Nord el concepte de la Macedònia unida és present a la propaganda del govern i ensenyada a les escoles.